# Georges Legagneux
Georges Théophile Legagneux, né le 24 décembre 1882 à Puteaux et mort le 6 juillet 1914 à Saumur, est un pionnier français de l'aviation.

## Biographie

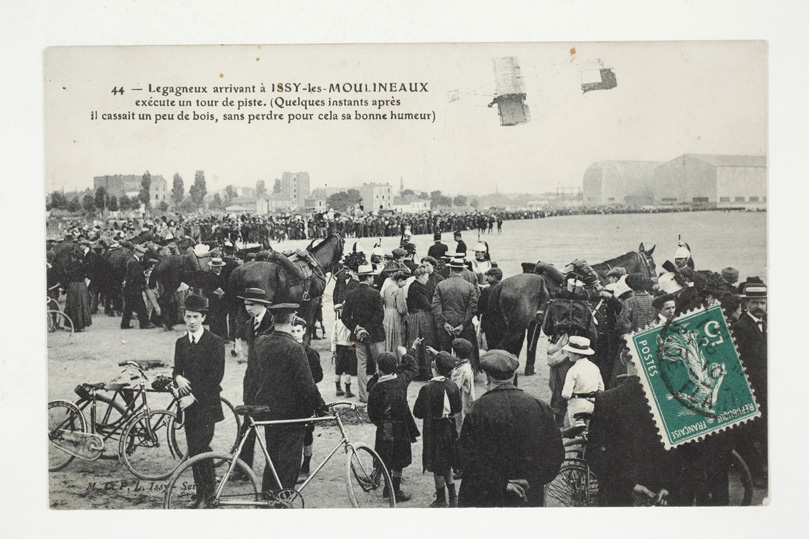
Legagneux arrivant à Issy-les-Moulineaux lors du Circuit de l'Est, août 1910.

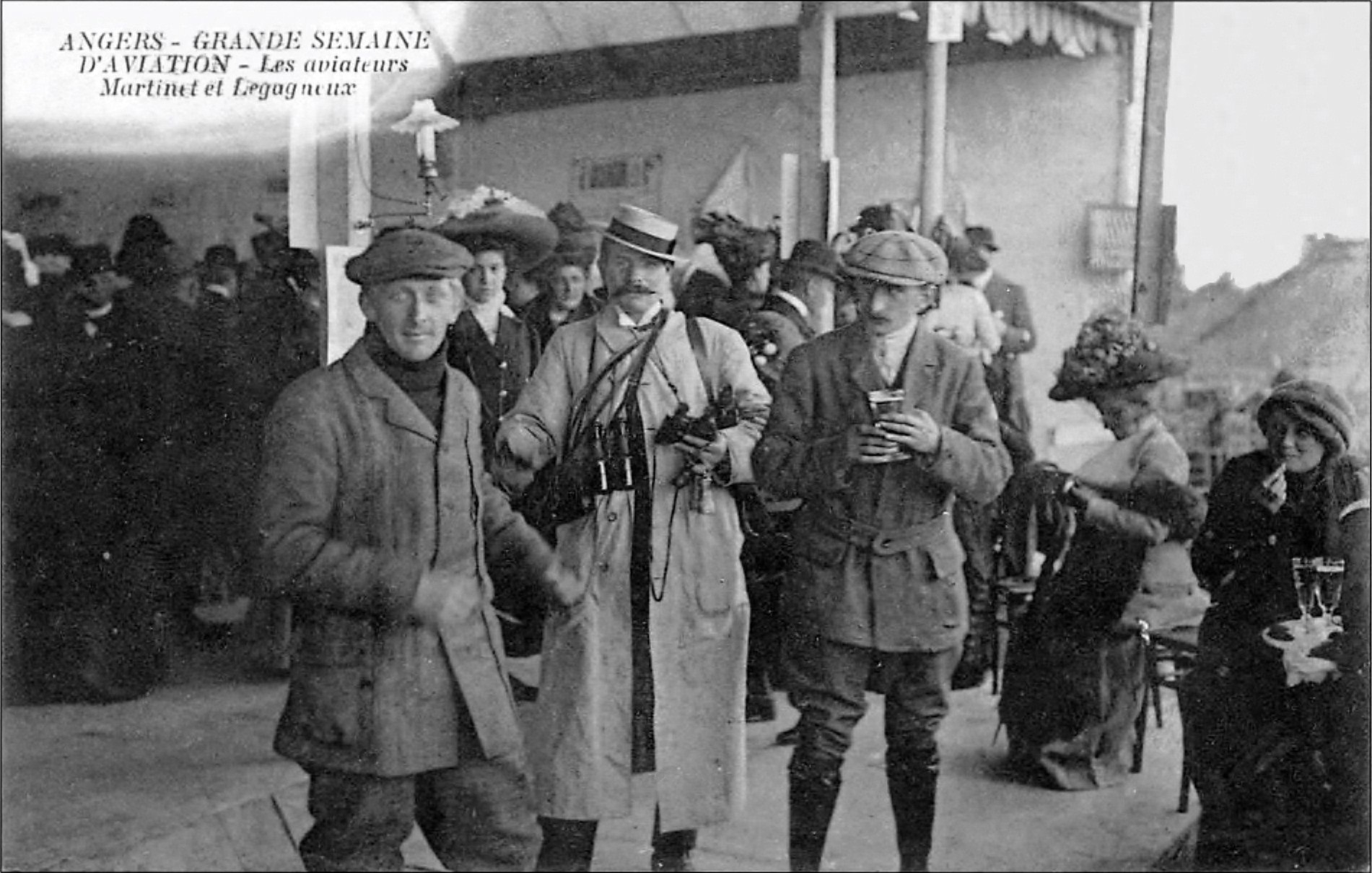
Robert Martinet et Georges Legagneux au moment de la course d'aéroplanes Angers-Saumur, le 6 juin 1910.

### Ses débuts
Georges Legagneux commence son parcours dans l'aviation comme mécanicien chez Léon Levavasseur, constructeur de l'Antoinette. Il est mécanicien également du capitaine Ferber, grâce à qui il commence à piloter en 1908, avec un certain succès, mais alors qu'il avait réalisé le 19 août, à Issy-les-Moulineaux sur le « Ferber-IX », un vol qui devait lui faire gagner la 3e et dernière prime des 200 mètres, offerte par l'Aéro-Club de France, il se voit rétrospectivement disqualifié en septembre parce qu'il a réalisé sa performance trop tôt le matin.
En 1909 il s'entraîne en janvier à Juvisy, en février au camp de Châlons, il réalise en avril des exhibitions à Vienne sur biplan Voisin mais casse et se blesse légèrement. Le 29 juillet il vole à Stockholm. Ses démonstrations font de lui, en Autriche et en Suède, le premier pilote à avoir fait voler un aéroplane à moteur dans le pays. À la Grande Semaine d'aviation de la Champagne en août, il se fait remarquer en volant « très haut ». Il participe ensuite pendant l'automne à des « séances d'aviation » en Belgique puis en Russie, à l'issue desquelles il tombe dans un marécage, sans mal pour lui.

### 1910: le Circuit de l'Est
Désormais capable d'assurer les fonctions de « professeur-pilote » des appareils Voisin, il obtient son brevet de pilote aviateur le 19 avril 1910, sous le No 55. Il participe sur biplan Sommer au meeting de Nice puis à celui de Lyon, où il se classe 2e au prix des passagers, ayant pour l'occasion emmené à son bord Mme Herriot. Il est second, en juin, à l'arrivée de la course Angers-Saumur. À l'occasion de la 2e Grande semaine de la Champagne, en juillet, il emmène Paul Painlevé survoler Reims.
Participant au circuit de l'Est en août 1910, il n'arrive à terminer que quatre des six étapes dans le temps imposé, mais il les termine toutes, ce qui en fait tout de même un brillant 3e au classement général (et premier biplan). À l'étape de Troyes, il est le seul à prendre l'air pendant la journée de repos, pour la satisfaction du public. À Charleville-Mézières, il est le premier à décoller pour la 4e étape, qu'un vent violent semble rendre impossible et y accomplit un « voyage fantastique »: il atterrit cinq fois en cours de route, dont une pour déjeuner en compagnie de Mamet (qui a malheureusement cassé une roue de son Blériot), et n'est empêché d'atteindre Douai dans le délai imposé que par la panne d'essence. Dans la dernière étape, il ne manque pas d'atterrir en cours de route pour s'inviter à déjeuner au passage ni de faire un petit tour au-dessus de Puteaux pour saluer sa ville natale. Son adresse et son sens du spectacle enthousiasment les commentateurs : « s'il a dépassé les délais assignés, pour deux des étapes, il n'en a pas moins bouclé le circuit en entier. Ses escales nombreuses et aisées, décidées selon les circonstances ou la fantaisie du moment, en plein champ, dans des emplacements non préparés, attestent [de] son habileté personnelle (...) ». En le comparant aux deux vainqueurs, Leblanc et Aubrun, Frantz Reichel salue cette fantaisie comme « presque aussi concluante » quant aux possibilités de l'aviation.
Le 27 août 1910, au meeting de la Baie de Seine, il cause quelque frayeur en percutant un pylône avec l'aile gauche de son appareil biplan, à la suite de la rupture de la commande de son gouvernail en plein vol, se fracturant l'arcade sourcilière notamment, mais n'en termine pas moins la journée en totalisant la plus grande distance parcourue,. Il remporte au meeting de Milan, en octobre, le « prix de la hauteur », avec 2 150 mètres, et fait une exhibition à Zurich. Début décembre il bat une première fois, sur Blériot, le record du monde de hauteur puis, le 21, le record du monde de distance avec 515,5 km mais se fait coiffer pour la coupe Michelin, le 30, par Tabuteau, qui réussit à parcourir 584,9 km.

### Professionnel de l'aviation et accident fatal

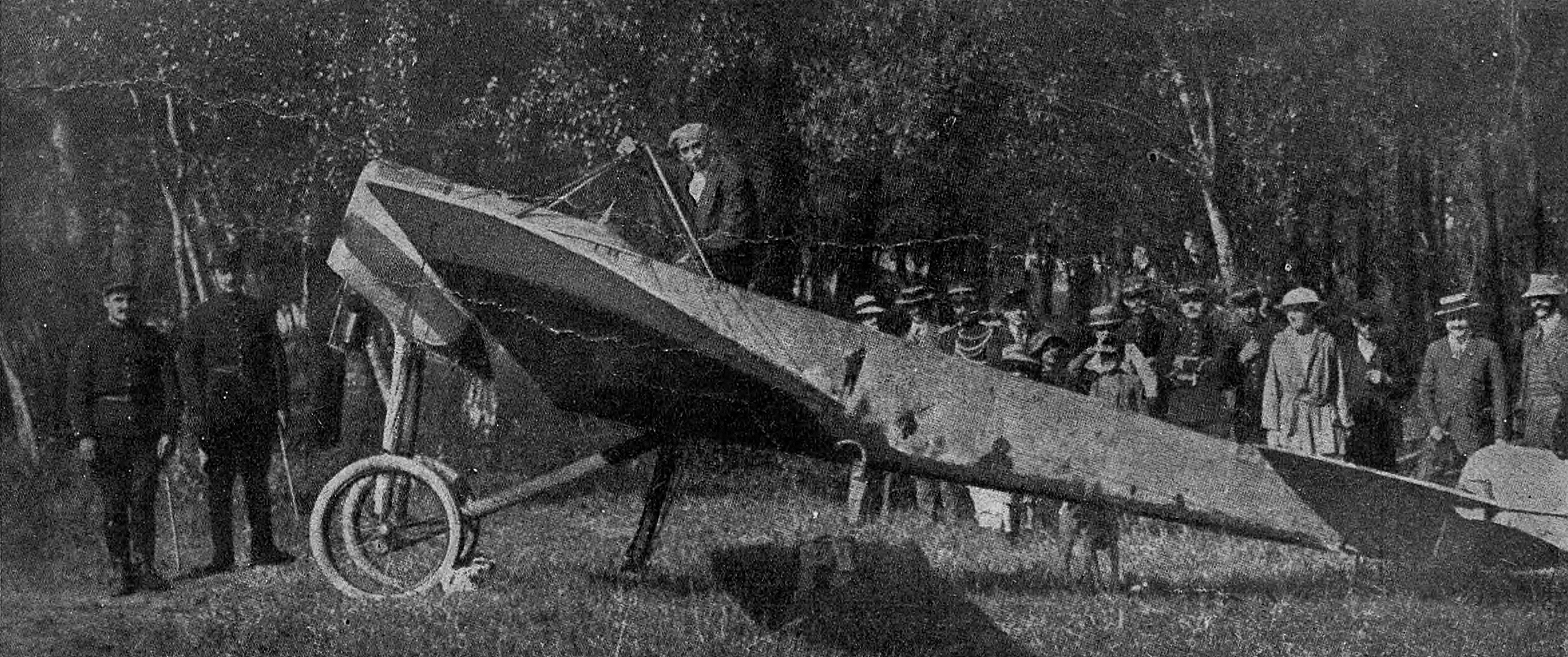
Legagneux avant son dernier vol de sa vie, 1914

Georges Legagneux et son coéquipier Robert Martinet (1885-1917) fondent l'aérodrome de Corbelieu près de Compiègne avec une école de pilotage sur des appareils Henri Farman. Legagneux poursuit sa carrière comme pilote instructeur chez Voisin puis, en 1911, comme chef pilote chez Breguet. Il bat quatre fois le record du monde d'altitude en l'établissant la dernière fois à 6 120 mètres, fin 1913.
Chevalier de la Légion d'honneur en janvier 1912, il fait le 6 juillet 1914 à Saumur, une chute mortelle dans la Loire, à l'issue d'un piqué dont il ne ressort pas. L'accident est attribué par les uns à la rupture de l'hélice en vol, par les autres à l'arrêt inopiné du moteur, voire à son explosion, qui aurait tué le pilote avant même l'impact dans le fleuve. Cette indétermination alimente les regrets qu'ait été repoussée par l'Aéro-Club de France la création d'une commission d'enquête sur les accidents, à l'instar de celle qui existe déjà en Angleterre.

## Records d'altitude
| Année | Altitude en m |
| ----- | ------------- |
| 1910  | 3 100         |
| 1912  | 5 450         |
| 1913  | 6 120         |

## Distinctions
- Chevalier de la Légion d'honneur (janvier 1912)[29]